# Sokolniki (oblast de Toula)
Pour les articles homonymes, voir Sokolniki.
Sokolniki (en russe : Сокольники) est une ancienne ville de l'oblast de Toula, en Russie, qui a été annexée par la ville de Novomoskovsk le 24 octobre 2008. Depuis cette date, elle constitue un microraïon, ou quartier, de cette ville. Sa population s'élevait à 10 400 habitants en 2008.

## Histoire
La ville de Sokolniki a été fondée en 1958 à l'emplacement d'un village du même nom qui existe depuis le XIXe siècle au moins.

## Population
Recensements (*) ou estimations de la population :
| 1959*  | 1970*  | 1979*  | 1989*  | 2002*  | 2008   |
| ------ | ------ | ------ | ------ | ------ | ------ |
| 16 132 | 14 744 | 13 200 | 12 219 | 11 142 | 10 200 |

## Économie
L'exploitation du lignite (bassin houiller de Moscou) et la fabrication de vêtements sont les principales activités économiques.